# Gorazde: Zona protegida
Gorazde: Zona Protegida (Safe Area Goražde) es una historieta periodística escrita e ilustrada por Joe Sacco. El libro fue publicado en 2000 y traducido al castellano en 2002.
El libro relata la experiencia del autor en Goražde, un pequeño pueblo de Bosnia sitiado al final de la guerra de Bosnia en 1995, mediante conversaciones con habitantes bosníacos que permanecieron atrapados en la ciudad durante el sitio.

## Resumen
Joe Sacco visita Goražde, un enclave mayoritariamente bosnio en el este de Bosnia, rodeado de regiones hostiles dominadas por los serbios. Sacco visita a los lugareños y experimenta de primera mano el brutal impacto de la guerra en la ciudad.
La historia de Goražde se desarrolla a través de las narraciones de Edin, un estudiante de posgrado que estudiaba ingeniería en Sarajevo antes de la guerra, y otros residentes de Goražde.
Yugoslavia había sido un país multiétnico y su pluralismo cultural se difundía con orgullo por todo el mundo. Edin y muchos otros recuerdan haberse divertido con sus amigos serbios y croatas durante la era de Josip Broz Tito. Sin embargo, tras la muerte del carismático exlíder partisano, el recién elegido presidente de Serbia, Slobodan Milošević, comienza a incitar el nacionalismo serbio extremo entre la población serbia. Al revivir los dolorosos recuerdos anteriores a la era de Tito, en los que se desataron sangrientos conflictos entre serbios, croatas y bosnios, logra incitar el sentimiento chovinista entre los serbios. Las repúblicas de Eslovenia y Croacia, intimidadas por la evolución de la situación, declaran su independencia de Yugoslavia.
La situación política en Bosnia y Herzegovina se deteriora rápidamente. El Partido Democrático Serbio, liderado por Radovan Karadžić, representa a los serbios étnicos y se opone a la desintegración; el Partido de Acción Democrática y la Unión Democrática Croata, que representan respectivamente a bosnios y croatas, están a favor de separarse de la federación yugoslava. Los serbobosnios, temiendo que, una vez que Bosnia obtenga la independencia, sean perseguidos por los bosnios y croatas, numéricamente superiores, organizan sus fuerzas armadas y se preparan para la inminente guerra. La tensión entre las naciones es ahora visible; serbios y bosnios se reúnen en cafés separados. Vigilantes de ambos bandos patrullan las calles y la noche por temor a un ataque serbio/bosnio. En medio de este ambiente, Edin regresa a casa desde Sarajevo para proteger a su familia.
El primer ataque contra la comunidad se produce en 1992. Los bosnios son sorprendidos y muchos pierden a sus familiares y seres queridos mientras escapan del ataque indiscriminado. En la ofensiva conjunta del ejército bosnio y las milicias bosnias, se capturó Goražde. Sus hogares fueron saqueados e incendiados por los serbios. Los bosnios que no pudieron escapar y fueron capturados por los serbios fueron asesinados de forma horrenda y enterrados en masa, entre ellos los amigos de Edin. Los refugiados que acudieron en masa desde las cercanas ciudades de Višegrad y Foča testifican sobre las atrocidades cometidas por los serbios, como ejecuciones masivas, violaciones, etc.
Los residentes de Goražde intentan sobrevivir en la ciudad, ahora asediada por las zonas de la República Srpska dominadas por los serbios. Sufren la destrucción de infraestructuras básicas, la escasez de servicios públicos como la electricidad y el hambre. Los suministros de alimentos transportados por aviones C-130 estadounidenses desde Alemania ayudan a aliviar la escasez de alimentos, pero los bosnios tienen que arriesgar sus vidas en el largo camino invernal para alcanzar los paquetes lanzados desde el aire.
En 1994 la ciudad sufre una segunda gran ofensiva serbia. Esta ofensiva, orquestada por el general serbio Ratko Mladić, es de una escala mucho mayor que la primera y causa una destrucción masiva en la ciudad. Edin y otros milicianos bosnios intentan desesperadamente defender Goražde del enemigo, que los supera en número. Mientras tanto, la comunidad internacional ignora la crisis humanitaria que se desarrolla en Goražde. A pesar de haber designado Goražde como "zona segura", las Naciones Unidas y su brazo militar en la antigua Yugoslavia, la UNPROFOR, no hacen ningún esfuerzo por detener el avance serbio por temor a que la ONU también pueda verse implicada en el conflicto y comprometer su neutralidad. Solo tras las peticiones de intervención del presidente bosnio Alija Izetbegović, y tras la terrible situación en Goražde, que llega a los medios de comunicación y provoca la indignación internacional, la ONU y Estados Unidos responden con bombardeos sobre importantes posiciones militares serbias. Los bombardeos detienen el ataque y los habitantes de Goražde logran defender su aldea una vez más, con un alto coste de 700 muertos, la mayoría civiles. Un contingente de fuerzas de paz británicas se establece en Goražde posteriormente para supervisar el proceso de desarme de las milicias.
También hubo algunos serbios que mantuvieron su lealtad a la República de Bosnia y decidieron permanecer en Goražde durante toda la guerra. Fueron despreciados por los refugiados bosnios, quienes perdieron todo a manos de los serbios; igualmente eran odiados por las milicias serbias, quienes los tomaron por traidores y amenazaron con matarlos.
En 1995 el general Mladić planeó otra ofensiva en Bosnia oriental y la llevó a cabo. La ofensiva tuvo éxito debido a la inacción de las fuerzas de paz de la ONU. Las fuerzas serbias tomaron como rehenes a las fuerzas de paz holandesas y asaltaron las ciudades de Srebrenica y Žepa, ambas designadas como "zonas seguras" por la ONU. Las fuerzas bosnias creían firmemente que las tropas de la ONU los protegerían de cualquier ataque, por lo que estaban totalmente desprevenidas. Tanto Srebrenica como Žepa cayeron en manos de los serbios. Más de 8.000 hombres bosnios fueron masacrados en Srebrenica, mientras que la población bosnia de Žepa fue expulsada. Los esfuerzos de paz de la ONU en Bosnia han fracasado. Tras sufrir una gran humillación diplomática a manos de los serbios de Bosnia, Estados Unidos comienza a bombardear posiciones estratégicas serbias. Ahora, los serbios han convertido al resto del mundo en su enemigo; una ofensiva conjunta croata-bosnia expulsa a la mayoría de los serbios del norte de Bosnia, y estos regresan a la mesa de negociaciones. Sacco llegó a Goražde inmediatamente después de estos acontecimientos a través de la «ruta azul», una estrecha vía abierta por las fuerzas de paz de la ONU que conecta la asediada Goražde con el resto de Bosnia.
Los serbios, bosnios y croatas finalmente llegan a un acuerdo, y se adoptan los Acuerdos de Dayton. Entre las condiciones para la paz, Goražde no debe ceder ante los serbios y ambas partes deben desmovilizar sus tropas. Edin y otros residentes de Goražde celebran la noticia.
Sin embargo, los habitantes señalan que aún queda mucho por hacer. Según el acuerdo, los refugiados bosnios expulsados de sus hogares pueden regresar a ellos, pero ningún refugiado se atrevería a entrar en zonas dominadas por los serbios sin garantías de seguridad.
Sacco vuelve a visitar Goražde un año después. Mucho ha cambiado en un año. La «ruta azul», por la que solo podían pasar cooperantes, fuerzas de paz y periodistas, ahora está abierta a todos. La vida continúa en Goražde. Se ha abierto una tienda de Benetton en Sarajevo. Edin y su amigo Riki van a Sarajevo para reanudar sus estudios. Edin no tiene tiempo que perder; Ha desperdiciado el período más importante de su vida en el campo de batalla. Ahora debe acostumbrarse a todo.

## Premios
Mejor cómic del 2000 de la revista Time
Libro destacado del New York Times en 2001
Premio Eisner a la mejor novela gráfica original en 2001
Premio Eagle a la mejor novela gráfica original en 2001
Nominado al Premio Harvey a la mejor obra gráfica original en 2001